# Страни от Оста
Страните от Оста (по наименованието на Оста Рим – Берлин – Токио) или страните от Тристранния пакт е военен съюз между Хитлеристка Германия, Кралство Италия, Японска империя и други държави, участвали във Втората световна война и противостоящи на Антифашистката коалиция.

## Членове и съюзници на Оста

### Европа
- Нацистка Германия – главна сила, подписала Тристранния пакт на 27 септември 1940 г. в Берлин;

- Кралство Италия – главна сила, подписала Тристранния пакт на 27 септември 1940 г. в Берлин, излиза от блока на 8 септември 1943 г., марионетната Република Сало на освободения от затвора с германска помощ Бенито Мусолини остава съюзник на Германия до 1945 г.);

- Албания – в състава на Италия, през 1939 г. Италия и Албания подписват договор за уния т.е. обединяват се в една дуалистична държава. Албанските граждани стават италиански граждани, албанската армия става част от италианската и участва в нейния състав в нападението срещу Гърция от 1940 г., в Либия 1941 – 1943 г. и във Франция 1940 – 1943 г. През 1941 г. името на албанската територия с включени земи от западна Вардарска Македония и Епир е преименувано на „Велика Албания“. След капитулацията на Италия през септември 1943 г., част от албанците застават на страната на капитулиралите италианци, водени от Енвер Ходжа и Мехмед Шеху, и заедно с италианците се бият срещу новповъведените за окупация германски войски, като в края на краищата Албания е освободена от германска окупация, благодарение на силите на 9-а Италианска армия, обединила се с партизаните на Ходжа, други албанци застават на страната на Нацистка Германия и от техния състав е формирана СС дивизия Скендер Бег. След втората световна война, състоянието на война от 1940 г. между Албания и Гърция не е прекратено и по време на избухналата гражданска война в Гърция, албанската армия продължава военните действия потопявайки 3 английски и 1 гръцки военен кораб. След войната Албания не е призната за победител, а за отговорна съвместно с Италия.

- Кралство Унгария – влиза в блока на 20 ноември 1940 г., реално се включва във Втората световна война на 27 юни 1941 г., като обявява война на СССР. Напуска блока, подписвайки примирие със съюзниците на 15 октомври 1944 г., но германските войски окупират Унгария, а унгарския диктатор адмирал Миклош Хорти е арестуван по заповед на Хитлер и начело на марионетно правителство в Будапеща застава подполковник Ференц Салаши, лидер на Огнените кръстове (унгарската фашистка партия) и унгарските войски продължават военните действия на германска страна;

- Кралство Румъния – влиза в блока на 23 ноември 1940 г., включва се реално във войната на 22 юни 1941 г. при нападението на Хитлеристка Германия над СССР, напуска блока на 23 август 1944 г.;

- Първа словашка република – става член на блока на 24 ноември 1940 г., през 1941 г. обявява война на СССР и изпраща войски на Източния фронт, през 1942 г. обявява война на Великобритания и САЩ;

- Царство България – влиза в блока на 1 март 1941 г. по силата на договор, подписан в двореца Белведере, а на 13 декември 1941 г. по време на битката за Москва, обявява символична война на Великобритания и САЩ; присъединява части от Вардарска Македония и Беломорска Тракия (напуска блока на 8 септември 1944 г.);

- Кралство Югославия – става член на Оста на 25 март 1941 г., но излиза от пакта два дни по-късно, след извършен държавен преврат от про-британски сили и изтичането на мандата на принц-регента; на 6 април същата година е нападната от Хитлеристка Германия.

- Независима хърватска държава – влиза в блока през април 1941 г., участва с войски на източния фронт и в борбата срещу югославските партизани;

- Финландия – няма официален акт на влизане в пакта, но участва във войната като съюзник на Хитлеристка Германия още при нападението над СССР на 22 юни 1941 г. от реваншистки подбуди; на 6 декември 1941 г. Великобритания ѝ обявява война; Финландия напуска коалицията на 19 септември 1944 г.

### Азия
- Япония – главна сила, подписала Тристранния пакт на 27 септември 1940 г. в Берлин;

- Тайланд – няма официален акт на влизане в пакта, но става военен съюзник на Япония на 25 януари 1942 г. и на 10 май същата година влиза реално във Втората световна война, като извършва инвазия в Бирма; Тайланд обявява война на Великобритания и САЩ.

- Кралство Ирак – няма официален акт на влизане в пакта, но използва сили на Оста по време на Англо-иракската война през 1941 г.; военните действия срещу британските бази в Ирак се извършват по заповед на премиера Рашид Али и започват на 18 април 1941 г., с участието на военна авиация на Германия и Италия; паралелно с това марионетното правителство на Франция нарежда да започнат военни действия на френските сили в Сирия срещу британската армия в региона. На 31 май 1941 г. премиерът е изгонен от страната, войната с Великобритания е прекратена, заедно със съюзническите отношения с Оста.

## Марионетни държави

### На Германия
- Република Сало (Италия) – формирана от Бенито Мусолини върху италианска територия, окупирана от Германия, на 23 септември 1943 г. След арестуването на Мусолини на 25 юли 1943 г., на 8 септември Кралство Италия напуска Оста. Германският подполковник Ото Скорцени успява да освободи Мусолини от ареста и той формира марионетно на Хитлеристка Германия републиканско правителство в град Сало (Северна Италия).
- Сърбия (Режим на Недич) – при окупацията на Сърбия от Хитлеристка Германия на 1 септември 1941 г., властта в страната е взета от сръбския генерал Милан Недич, който изгонва от страната регента – принц Павел, и изпраща на източния фронт сръбски войски. През 1942 г. Недич формира сръбско Гестапо и създава няколко концентрационни лагери.
- Режим от Виши (Режим на Виши)
- Гръцка държава
- Норвегия (Режим на Квислинг)
- Нидерландия (Райхскомисариат)
- Унгария (Режим на националното единство)
- Беларус (Генерален окръг)

### На Италия
- Кралство Черна гора
- Етиопия – като анексирана от Италия територия през 1936 г., намираща се под управление на краля на Италия Виктор Емануил III, който се титулува и крал на Етиопия. Държавата е консолидирана с колониите на Италия Еритрея и Италианска Сомалия, и общата територия започва да се нарича Италианска източна Африка. Заедно с италиански войски, сомалийците участват в овладяването на Британска Сомалия през 1940 г., Италия губи контрол върху тази територия през 1941 г.

### На Япония
- Манджурия (Китай) – марионетната на Япония държава е обявена като самостоятелна от Китай на 18 февруари 1932 г., с държавен глава – бившия китайски император Пу И (на следващата година обявен за император на Манджурия). Армията на тази държава от около 200 хил. войници е на пряко подчинение на Япония и участва в японските военни операции.

- Вътрешна Монголия (Китай) – марионетната на Япония държава е обявена за самостоятелна от Китай на 18 февруари 1936 г., а армията ѝ е изцяло подчинена на японската държава и взема участие във Втората световна война до капитулацията на Япония през 1945 г.

- Нанкин (Китай, режим на Ванг Джингвей) – локалното правителство на Нанкин обявява автономия и националистически уклон през 1940 г., сключва договор с Япония и признава марионетните режими в Манджурия и Вътрешна Монголия; на 9 януари 1943 г. правителството обявява война на Великобритания и САЩ, но още през същата година участието му във Втората световна война се ограничава в окупирането на другите китайски територии.

- Азад Хинд (Индия) – задграничното прояпонско и антибританско правителство за Свободна Индия е създадено на 21 октомври 1943 г. и е оглавено от националиста Субхас Чандра Босе; формирана е Индийска национална армия от индийски военнопленници, която участва по време на войната на страната на Япония.

- Виетнамска империя – създадена е от японците на мястото на френската колония на 11 март 1945 г. и просъществува до края на Втората световна война (23 август същата година), за този кратък период император Бао Даи успява да въведе виетнамски език във всички училища с преподаване на френски език.

- Втора филипинска република – прояпонски режим, известен като Втора Филипинска република с държавен глава Хосе Лаурел; краят на Републиката настъпва с капитулацията на Япония през 1945 г.

- Бирма (режим на Ба Мав) – прояпонско правителство на националиста Ба Мав, създадено на 1 август 1942 г. след окупирането на Бирма от Япония;

- Кралство Камбоджа
- Кралство Лаос